# Principia et calcul infinitésimal
 (mars 2006).
Cet article traite de la relation entre la publication Principia d'Isaac Newton et la découverte du calcul infinitésimal (calcul différentiel et intégral).

## Historique
Newton et Leibniz sont considérés comme fondateurs du calcul infinitésimal. L'article fondateur de Leibniz date de 1684. L'ouvrage Le calcul des fluxions de Newton date de 1666 et est donc bien antérieur.
Mais, « la développée de la développante est la courbe elle-même » (Christian Huygens, 1629-1695), c'est déjà aussi du calcul infinitésimal avant la lettre. Les questions d'antériorité sont toujours délicates à trancher.
Néanmoins, se pose la question : Pourquoi, en 1687, Newton ne s'autorise-t-il pas à écrire les Principia à l'aide du calcul infinitésimal ? De ce fait, cela lui a demandé un effort gigantesque et l'ouvrage est réputé très difficile à lire.
François de Gandt dans sa thèse (Les Forces au temps de Newton) propose une piste intéressante :
- Newton était de caractère ombrageux ;
- une querelle opposa Robert Hooke (1635-1703) et Newton en 1679 sur le  De motu  des planètes : Koyré exhiba la lettre de novembre 1679 qui mit le feu aux poudres ;
- une querelle opposa Newton et Huygens au sujet de son traité d'optique (1682), publié plus tard.

Assez las, Newton décida d'écrire les Principia avec le moins de calcul infinitésimal possible.
De fait, entre la rédaction pour Halley, en 1684, du petit fascicule De motu (qui dit l'essentiel) et le monumental Principia de 1687, il y a un recul net du calcul infinitésimal : on constate un tour de force géométrique dans les démonstrations des Principia ; et la « raison ultime » (le 0/0 actuel) est utilisée très prudemment. Cela rend les Principia relativement illisibles.
D'autre part, le célèbre hypotheses non fingo de la force à distance contribua à retarder la « réception de la théorie ». Descartes, suivant en cela Aristote, avait mis en effet hors-jeu la considération de forces à distance, comme magie et magnétisme.

## Dérivée d'un vecteur
D'autre part, le statut des vecteurs est très mal compris à l'époque : il en résulte une lecture difficile de la dérivée vectorielle du vecteur position, c'est-à-dire le vecteur vitesse, et a fortiori du vecteur accélération.
En gros, il faut attendre le traité d'Euler (1736), puis le traité de Maclaurin (1742) pour que la "réception" du calcul vectoriel soit effectuée.
Attention! le calcul vectoriel de Gibbs (celui enseigné de nos jours) ne naît qu'en 1898 !
Ce qui est écrit en quelques équations de nos jours a pris un temps impressionnant à être extrait des Principia.

## Exégèses récentes
Sans conteste, les études épistémologiques et historiques de Koyré ont dominé le XXe siècle. Puis vint l'admirable traduction de Cohen ; puis de plus en plus de livres qui ont décortiqué la géométrie utile (et si subtile) nécessaire pour lire Newton ; puis le beau livre de Chandrasekhar (1995).
On exhume un nombre impressionnant de théorèmes jugés moins utiles et laissés de côté.
Arnold et Needham ont su en 1980 montrer à quel point la notion de temps newtonien est remise en question, subtilement, dans les dérivations.
Quelques livres supplémentaires permettent d'explorer à quel point Newton possédait la maîtrise de la géométrie et du calcul : on est loin d'enseigner toute cette richesse des Principia en n'exploitant que les trois lois de Newton.